# Світла печера
Світла печера (рос. Светлая) — печера в Свердловській області Росії, на Уралі. Печера вертикального типу простягання. Загальна протяжність — 110 м. Глибина печери становить 20 м. Категорія складності проходження ходів печери — 1.